# Čyčyklija
Čyčyklija (ukrajinsky  Чичиклія , rusky Чичиклея, [Čičikleja]) je řeka v Mykolajivské a v Oděské oblasti na Ukrajině. Je 156 km dlouhá. Povodí má rozlohu 2120 km².

## Průběh toku
Vlévá se zprava do Jižního Buhu.

## Vodní stav
Zdrojem vody jsou převážně sněhové srážky. Nejvyšších vodních stavů dosahuje od konce února do začátku dubna. Průměrný průtok vody ve vzdálenosti 46 km od ústí činí 1,9 m³/s a maximální 318 m³/s. Každoročně vysychá na 7 až 8 měsíců. Led se na řece objevuje od listopadu do února.